# Huragan Willa
Huragan Willa – potężny cyklon tropikalny, który pod koniec października 2018 r. przyniósł ulewne deszcze i niszczycielskie wiatry do południowo-zachodniego Meksyku, zwłaszcza do stanów Sinaloa i Nayarit. Był to dwudziesty piąty cyklon tropikalny, dwudziesta druga nazwana burza, trzynasty huragan, dziesiąty główny huragan i trzeci rekordowy huragan kategorii 5 w sezonie huraganów na Pacyfiku w 2018 r. Willa była pierwszym poważnym huraganem, który dotarł na ląd w meksykańskim stanie Sinaloa od czasu Lane w 2006 roku.
Willa powstała w wyniku fali tropikalnej, którą Narodowe Centrum Huraganów (NHC) z siedzibą w Stanach Zjednoczonych rozpoczęło monitorowanie cyklogenezy tropikalnej w południowo-zachodniej części Morza Karaibskiego 14 października.
Huragan zabił dziewięć osób i spowodował szkody o wartości 16,1 miliarda MXN (820 milionów dolarów), głównie w rejonie obszaru, w którym dotarł na brzeg. Burza pozbawiła prądu prawie 100 000 ludzi w czterech stanach. Willa spowodowała znaczne szkody w wielu szkołach, szpitalach i infrastrukturze w mieście Escuinapa, a łączną kwotę szacuje się na 6 miliardów MXN dolarów (306 milionów dolarów). Wylew wielu rzek uszkodził konstrukcje i pozostawił wiele obszarów w Sinaloa i Nayarit bez dostępu do wody pitnej. W sąsiednich stanach głównymi źródłami szkód i obrażeń były powodzie i osunięcia ziemi. Pozostałości Willi przedostały się później do Stanów Zjednoczonych i spowodowały gwałtowne powodzie w Teksasie. Po burzy wiele osób otrzymało bezpośrednią pomoc od rządu meksykańskiego dopiero po wielu miesiącach. Meksykanie w odzyskaniu i odbudowaniu zniszczonego mienia korzystali głównie z pomocy organizacji charytatywnych. Rząd stanu Sinaloa dostarczył ofiarom burzy zgniłe materace, a rząd federalny stracił kontrolę nad funduszami, które przeznaczył na pomoc. Na niektórych obszarach odbudowa miała się rozpocząć dopiero kilka miesięcy po burzy.

## Oddziaływanie huraganu

### Meksyk
Oko huraganu Willa przecięło dwie przybrzeżne wyspy Islas Marías, wytwarzając podmuchy wiatru o prędkości 112 mil na godzinę (180 km/h) i średnio utrzymujące się wiatry o prędkości 89 mil na godzinę (143 km/h) przez 15 minut; ta ostatnia wartość jest równa 1-minutowemu utrzymującemu się wiatrowi o prędkości około 100 mil na godzinę (160 km/h). Więzienie na Wyspach Marías zostało zniszczone podczas burzy; wyrwane zostały palmy z korzeniami, zawalały się dachy, a z płotów wyrwany został drut kolczasty.
Na lądzie meksykańskim łowcy burz z iCyclone odnotowali minimalne ciśnienie 968 mbar (28,6 inHg), w miejscu, w którym oko Willi przesunęło się na brzeg, co sugeruje intensywność wyjścia na ląd wynoszącą 185 km/h. Willa wywołała porywy wiatru o sile huraganu, a także wysokie fale i znaczną falę sztormową w bezpośrednim sąsiedztwie miejsca, w którym zeszła na brzeg. Willa spadła z intensywnymi opadami deszczu w zachodnim Meksyku, osiągając szczyt na 15,39 cala (391 mm) w San Andrés Milpillas w północnym Nayarit. Cihuatlán w zachodnim Jalisco odnotował 13,17 cala (335 mm) opadów. Intensywne opady wystąpiły w sześciu stanach Meksyku – Colima, Durango, Jalisco, Michoacán, Nayarit i Sinaloa. Burza pozbawiła prądu 96 200 ludzi w czterech stanach: Sinaloa, gdzie zeszła na brzeg, a także Nayarit, Durango i Michoacán.

#### Sinaloa
Huragan Willa, który uderzył w Sinaloa, pozostawił odizolowane dwie gminy – Escuinapa i Rosario. Silny wiatr uszkodził domy i powalił drzewa, które zablokowały drogi. W Escuinapa burza uszkodziła szpital ogólny, powodując zawalenie się części dachu i ścian. Żołnierze ewakuowali ze szpitala 35 pacjentów. W mieście doszło także do przerw w dostawie prądu i wody pitnej. Szkody w mieście oszacowano na 6 miliardów MXN dolarów (306 milionów dolarów). Willa poważnie uszkodziła 72 szkoły w Escuinapa i 19 w Rosario. W siedmiu gminach zniszczono około 42 000 akrów (17 000 ha) upraw.
W wyniku powodzi z Willi zniszczona została tama społeczna Trébol II. Linie energetyczne zostały zerwane wzdłuż drogi do Tecapan, przez co całe miasto straciło moc. W Rosario poziom rzeki Baluarte gwałtownie wezbrał po tym, jak spadł co najmniej 188 mm deszczu, zmiatając maszyny do wydobywania kamienia i ciężarówki do transportu. Zniszczenie infrastruktury pozostawiło wiele społeczności w Rosario bez wody pitnej i na obszarze co najmniej 53 km ) dróg niezdatnych do użytku. Powódź rzeki uszkodziła również uprawy w Rosario na powierzchni około 3000 ha. W Mazatlán obfite opady deszczu spowodowały osunięcia się skał i podniosły poziom wody w lagunie Camarón.

#### Nayarit
W stanie Nayarit Willa wyrządziła szkody o wartości co najmniej 10 miliardów MXN (510 milionów dolarów). W 12 gminach ogłoszono stan wyjątkowy. Huragan pozostawił bez dachu nad głową około 100 000 osób w całym stanie. System rolnictwa wodnego w północnej części stanu został uszkodzony, co spowodowało straty w wysokości 700 mln MXN (35,7 mln USD). Ulewne opady deszczu spowodowały, że rzeki podniosły się o ponad 11 m powyżej normy, co zmusiło gminy Tecuala, Acaponeta, Tuxpan, San Blas i Huajicori do ewakuacji. W sumie w schroniskach w całym stanie znalazło się 12 000 osób.
Ulewne deszcze, które spadły z Willi, spowodowały poważne powodzie wzdłuż rzek San Pedro i Acaponeta, które dotknęły 180 000 ludzi. Cztery osoby utonęły wzdłuż rzeki San Pedro – trzy w Huajicori i jedna w San Vicente w Tuxpan. Jedyna droga do społeczności El Valle de la Urraca została zmyta, pozostawiając jej mieszkańców bez komunikacji zewnętrznej. Silne wiatry i powodzie zniszczyły lokalne hodowle krewetek. Jeden rolnik stracił 22,0–33,1 ton amerykańskich (20–30 ton metrycznych), czyli około 2 miliony MXN dolarów (82 000 dolarów). W Tuxpan wylew rzeki San Pedro spowodował wycieki ścieków. Trzy z czterech szkół publicznych w gminie ucierpiały z powodu powodzi; kolejne 42 szkoły w stanie Nayarit doświadczyły znacznych zniszczeń. Dziesiątki tysięcy osób w gminie doświadczyło powodzi do wysokości do 2 m. Wylewy rzek spowodowały również niedobór wody pitnej w północnej części stanu; dostawy wody nie zostały przywrócone przez co najmniej dwa tygodnie po ustaniu burzy. Władze miejskie straciły 2,2 tony amerykańskiej (2 tony metryczne) pomocy żywnościowej po zalaniu magazynu, w którym była przechowywana żywność. Strażacy pracowali przez całą noc, aby ratować ludzi uwięzionych na dachach.

#### Inne rejony
Willa sprowadziła ulewne deszcze i powodzie do części Michoacán, powodując wylewy strumieni i rzek. Zapora Cointzio osiągnęła 98% wydajności, a systemy wodno-kanalizacyjne w stolicy stanu Morelia osiągnęły pełną wydajność. W niektórych częściach stolicy woda osiągnęła głębokość 1 m, zalewając 40 dzielnic i wdzierając się do setek domów. Okolica Jacarandas musiała zostać ewakuowana ze względu na nieprzyjemny zapach wydobywający się z kanalizacji. Utworzono trzy schroniska dla dotkniętych mieszkańców miasta. Szkody w Morelia oszacowano na 35 mln MXN USD (1,79 mln USD). W Atapaneo osuwisko spowodowało wykolejenie pociągu towarowego, raniąc dwie osoby. Deszcze spowodowane burzami podniosły poziom wody w jeziorze Chapala.

### Stany Zjednoczone
24 października pozostałości huraganu Willa sprowadziły ulewne deszcze i burze do Teksasu i Luizjany. Obszar ten został już nasycony nadmiernymi opadami deszczu, które miały miejsce w zeszłym miesiącu. Wydano ostrzeżenie przed powodzią dla hrabstwa Galveston w południowo-wschodnim Teksasie. Opady deszczu osiągnęły 4,9 cala (120 mm) na międzynarodowym lotnisku Scholes w Galveston; pobiło to dzienny rekord opadów w mieście, przewyższając poprzedni rekord ustanowiony w 1883 r. Gwałtowne powodzie w wyniku deszczów zebranych w zalewach, pokrywając ulice i zalewając niektóre samochody. Wody powodziowe wdarły się do akademików Uniwersytetu Texas A&M w Galveston.